# Ni lyrikere
De ni lyrikere er den kanon af græske lyriske digtere, som alexandrinske filologer opstillede i det 3.-2. århundrede f.Kr.
De ni lyrikere var:
- Alkman (Sparta, 7. årh. f.Kr.)
- Sappho (Lesbos, ca. 600 f.Kr.)
- Alkaios (Lesbos, ca. 600 f.Kr.)
- Stesichoros (Himera, 6. årh. f.Kr.)
- Ibykos (Rhegion, 6. årh. f.Kr.)
- Anakreon (Teos, 6. årh. f.Kr.)
- Simonides (Keos, ca. 556 – ca. 566 f.Kr.)
- Pindar (Kynoskephalai i Boiotien, 522/518 – 443 f.Kr.)
- Bacchylides (Keos, ca. 520/516 – ca. 451 f.Kr.)

Disse forfattere har digtet det, der på græsk bliver kaldt melos, dvs. strofisk lyrik, der i klassisk filologisk litteratur ofte kaldes melik. Betegnelsen inkluderer derimod ikke de lyriske genrer elegi og jambe.